# Astichus ciliatus
Astichus ciliatus är en stekelart som beskrevs av Howard 1897. Astichus ciliatus ingår i släktet Astichus och familjen finglanssteklar. Inga underarter finns listade.